# Mickey Rooney
Mickey Rooney (eredeti nevén: Joseph Yule, Jr.) (New York, 1920. szeptember 23. – Los Angeles, Kalifornia, 2014. április 6.) kétszeres Golden Globe- és Primetime Emmy-díjas amerikai filmszínész, az egyik első gyerekfilmsztár.

## Születése és ifjúsága
Joseph Yule, Jr. néven született 1920-ban, New York Brooklyn negyedében, Joe Yule (született Ninian Joseph Ewell; 1892-1950) és Nellie W. Carter (1897-1966) gyermekeként.
Amikor apja elutazott, az édesanyjával együtt a Brooklyn-i Kansas Citybe költözött a nagynénjéhez. Majd beiratkozott a hollywoodi Szakmai Iskolába és később pedig a hollywoodi Középiskolában tanult, ahol 1938-ban diplomát szerzett.

## Filmes karrierje
Másfél évesen lépett fel először – szülei zenés kabaréjában. Már tizenkilenc éves korában Oscar-díjra jelölték.
Egy interjúban azt állította, hogy Walt Disney a Mickey egeret róla nevezte el. Valójában a Mickey nevet egy általa megformált képregényhőstől, Mickey McGuire-től kölcsönözte.
1926-ban a Not To Be Trusted című némafilmben szerepelt először. 1927-től a Mickey, a király (Mickey McGuire) figurája sikert és heti 250 dollárt jelentett családjának egészen 1934-ig. Ezen a néven filmezett egy darabig, míg végül Mickey Rooney lett.
Magyarországon a Szentivánéji álom (1935) c. filmben alakított Puckkal lopta be a magát örökre a nézők szívébe.

## Magánélete
Rooney, élete során nyolcszor nősült. Vagyona nagy része ráment a válásokra. Házasságaiból összesen 9 gyermeke született.
1942-ben feleségül vette hollywoodi sztárjelölt Ava Gardner színésznőt, akitől 1943-ban elvált, jóval azelőtt mielőtt Gardner sztár lett a saját jogán. Míg állomásozó katonaként Alabamában volt 1944-ben, ismét összeházasodott egy helyi szépségkirálynővel, Betty Jane Phillipsszel, aki később B. J. Baker énekes nevén vált ismertté. Ebből a házasságából két fia született: Mickey Rooney, Jr. (1945), és Tim Rooney (1947-2006), akik később színészek lettek. Ez a házasság is válással végződött, miután B. J. Baker visszatért a második világháború végén Európába.
Harmadik házassága 1949-ben történt, amikor Martha Vickers színésznőt vette el és ebből a házasságából is született egy fia, de 1951-ben ez is válással végződött.
1952-ben vette el negyedik feleségét, Elaine Mahnken, ismert nevén Elaine DeVry színésznőt, akitől szintén elvált 1958-ban.
Még abban az évben elvette ötödik feleségét Barbara Ann Rooney Thomasont (ismert nevén Carolyn Mitchell), akit 1966-ban meggyilkoltak.
Ezután hatodik feleségét, Marge Lane-t vette el, aki Barbara legjobb barátnője volt. Ez a házasság csak 100 napig tartott.
Majd 1969-ben Rooney elvette hetedik feleségét Carolyn Hockettet, akivel 1975-ben egy pénzügyi vita miatt véget ért a kapcsolata.
Végül 1978-ban feleségül vette a nyolcadik nejét, Jan Chamberlint. Ez a házassága tovább tartott, mint az előző hét, 2009-ben azonban már elidegenedett tőle és 2012-ben végül jogilag különváltak.

## Halála
Rooney 2014. április 6-án álmában halt meg fogadott fia, Mark Rooney otthonában a Kaliforniai Los Angelesben, 93 évesen. Rooneyt, a felesége, nyolc saját és még két örökbe fogadott gyermeke, valamint 19 unokája és számos dédunokája élte túl.

## Fontosabb filmjei
- Amerikai fater (tévéfilm; 2015)

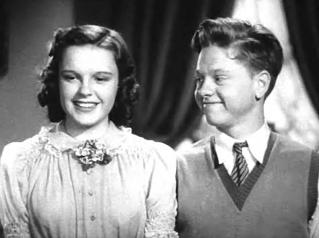
Judy Garlanddel az „Andy Hardyt elkapja a szerelem” (1938) c. filmben

- Éjszaka a múzeumban – A fáraó titka (2014)
- Muppets (2011)
- Gerald (tévéfilm; 2010)
- A Christmas Too Many (tévéfilm; 2007)
- Éjszaka a múzeumban (2006)
- Vidám manók karácsonya (animációs film; 2005)
- To Kill a Mockumentary (2004)
- Paradise (2004) (tévéfilm) színész
- Susi és Tekergő 2. – Csibész, a csavargó (2001) (szinkronhang)
- Szeretetre vágyva (1999)
- Rosszcsontok (1999)
- Babe 2 – Kismalac a nagyvárosban (1998)
- Szindbád – A sötét lovagok csatája (1998)
- Michael Kael contre la World News Company) (francia; 1998)
- Animals with the Tollkeeper (1998)
- Vészhelyzet (tévésorozat; 1998)
- Killing Midnight (1997)
- Kung fu: A legenda folytatódik (tévésorozat; 1996)
- Ígéret és hajsza (1995)
- Gyilkos sorok (tévésorozat; 1993)
- Könyörtelen amazonok (1992)
- A farkashegy legendája (1992)
- A nagy hazárdőr 4 (tévéfilm; 1991)
- Nagypapa karácsonyra (tévéfilm; 1990)
- Erik, a viking (angol; 1989)
- Kis Némó Álomországban (japán-amerikai animációs film; 1989)
- Bluegras (tévéfilm; 1988)
- Öreglányok (tévésorozat; 1988)
- Fehér villám (tévéfilm, 1986)
- Gézengúzok (tévéfilm; 1986)
- Tánc, a csodák csodája (1985)
- Szerelemhajó (tévésorozat; 1982)
- A róka és a kutya (rajzfilm; 1981)
- Maradhatok májusig? (1980)
- Fekete Villám (1979)
- Elil rózsája (1979)
- A varázslatos Lassie (1978)
- A dominó-elv (1977)
- Peti sárkánya (1977)
- Keresd a nőt! (1976)
- Mikulás szabadságon (1974) (szinkronhang)
- Musical múzeum (1974)
- Visszatérés Óz földjére (1972) (szinkronhang)
- Az ördögi Roy Slade (tévéfilm; 1972)
- Máltát látni és meghalni (1972)
- Cockeyed Cowboys of Calico County (1970)
- The Extraordinary Seaman (1969)
- Ambush Bay (1966)
- A lóversenyző panaszai (1966)
- Belfagor a pokolból (1966) (Adramelek)
- A kísértés bikiniben érkezik (1965)
- Titkos küldetés (1964)
- A vadászat (1963)
- Bolond, bolond világ (1963)
- Rekviem a ringben (1962)
- Álom luxuskivitelben (1961)
- Ádám és Éva magánélete (1960) rendező is
- Operation Mad Ball (1957)
- Toko-ri hídjai (1954)
- A vetkőzés (1951)
- The Fireball (1950)
- He's a Cockeyed Wonder) (1950)
- Nyári vakáció (1948)
- A nagy derby (1944)
- Az élet komédiája – Emberi színjáték (1943)
- Egy jenki Etonban (1942)
- A fiúk városának férfiai (1941)
- Tavasz a Broadwayn (1941)
- Az ifjú Edison (1940)
- La Conga (1940)
- Andy Hardyt elkapja a szerelem (1939)
- Huckleberry Finn kalandjai (1939)
- Babes in Arms (1939)
- Andy Hardy csalódik a nőkben (1938)
- Az örök csavargó (1938)
- Fiúk városa (1938)
- A Hardy fiút szeretik a lányok (1938)
- A bátrak kapitánya (1937)
- Tizenhatévesek (1937)
- A kis lord (1936)
- The Devil Is a Sissy (1936)
- Szentivánéji álom (1935)
- Manhattan Melodrama (1934)
- Mickey, a király (1931)

## Díjak és jelölések
| Év   | Egyesület                      | Kategória                                                 | Jelölt vagy Tiszteletbeli filmes munka | Eredmény      |
| ---- | ------------------------------ | --------------------------------------------------------- | --- | ------------- |
| 1938 | Oscar-díj                      | Ifjúsági Oscar-díj                                        | (Deanna Durbinnal együtt) "A jelentős hozzájárulásukért amit a képernyőre hoztak az ifjúság szelleme és megszemélyesítése érdekében, valamint fiatalkorú játékosságukért, akik a képesség és a teljesítményük egy magas standardját állították be." | Tiszteletbeli |
| 1939 | Oscar-díj                      | Oscar-díj a legjobb férfi főszereplő                      | Nem gyerekjáték | Jelölve       |
| 1943 | Oscar-díj                      | Oscar-díj a legjobb férfi főszereplő                      | Az élet komédiája | Jelölve       |
| 1956 | Oscar-díj                      | Oscar-díj a legjobb férfi mellékszereplő                  | The Bold and the Brave | Jelölve       |
| 1957 | Emmy-díj                       | a legjobb egyetlen előadás vezető vagy támogató szerepért | "The Comedian", episode of Playhouse 90 | Jelölve       |
| 1958 | Emmy-díj                       | a legjobb egyetlen előadás vezető vagy támogató szerepért | Alcoa Theatre: "Eddie" | Jelölve       |
| 1961 | Emmy-díj                       | a legjobb egyetlen előadás vezető vagy támogató szerepért | "Somebody's Waiting", episode of The Dick Powell Show | Jelölve       |
| 1964 | Golden Globe-díj               | a legjobb televíziós férfi sztár                          | Mickey | Elnyerte      |
| 1980 | Oscar-díj                      | Oscar-díj a legjobb férfi mellékszereplő                  | Fekete Villám: A fekete táltos | Jelölve       |
| 1980 | Tony-díj                       | Tony-díj a legjobb musical színész                        | Sugar Babies | Jelölve       |
| 1980 | Drama Desk-díj                 | Drama Desk-díj a musicalben kiemelkedő színész            | Sugar Babies | Jelölve       |
| 1981 | Emmy-díj                       | Emmy-díj a legjobb férfi főszereplő                       | Bill | Elnyerte      |
| 1981 | Golden Globe-díj               | Golden Globe-díj a legjobb férfi főszereplő               | Bill | Elnyerte      |
| 1983 | Oscar-díj                      | Életműdíj                                                 | "Az elmúlt 50 év sokféle emlékezetes filmelőadásaiban levő sokoldalúság felismeréséért" | Tiszteletbeli |
| 1983 | Emmy-díj                       | Emmy-díj a legjobb férfi főszereplő                       | Bill: On His Own | Jelölve       |
| 1991 | Gemini-díj                     | Gemini-díj a legjobb vezető drámai színész                | Fekete Villám: A fekete táltos | Jelölve       |
| 1991 | Young Artist Award             | Young Artist Award a korábbi gyereksztár teljesítményért  | Gyerekként nyújtott főszerepért | Tiszteletbeli |
| 1996 | Giffoni filmfesztivál          | François Truffaut díj                                     | François Truffaut díj | Tiszteletbeli |
| 2004 | Pocono Mountains filmfesztivál | Életre szóló teljesítményért díj                          | Életre szóló teljesítményért díj | Tiszteletbeli |

## Fordítás
Ez a szócikk részben vagy egészben  a   Mickey Rooney című angol Wikipédia-szócikk fordításán alapul.  Az eredeti cikk szerkesztőit annak laptörténete sorolja fel. Ez a jelzés csupán a megfogalmazás eredetét és a szerzői jogokat jelzi, nem szolgál a cikkben szereplő információk forrásmegjelöléseként.